# Tlazazalca (kommun)
Tlazazalca är en kommun i Mexiko.   Den ligger i delstaten Michoacán de Ocampo, i den centrala delen av landet, 300 km väster om huvudstaden Mexico City.
Följande samhällen finns i Tlazazalca:
- Tlazazalca
- Colonia Gabino Vázquez
- Gil
- Colonia el Porvenir